# Pegmatyt

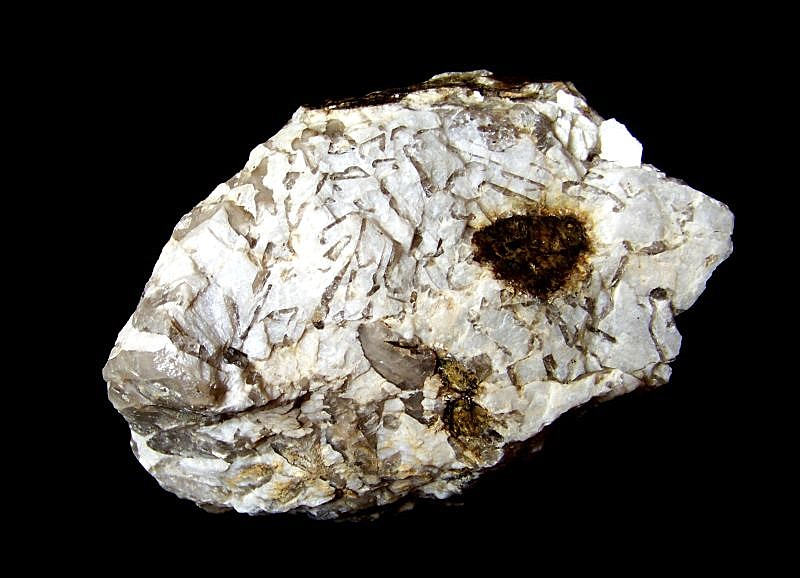
Przerosty pismowe w pegmatycie – główny rodzaj tekstury pegmatytowej. Pegmatyt anatektyczny z Michałkowej w Górach Sowich

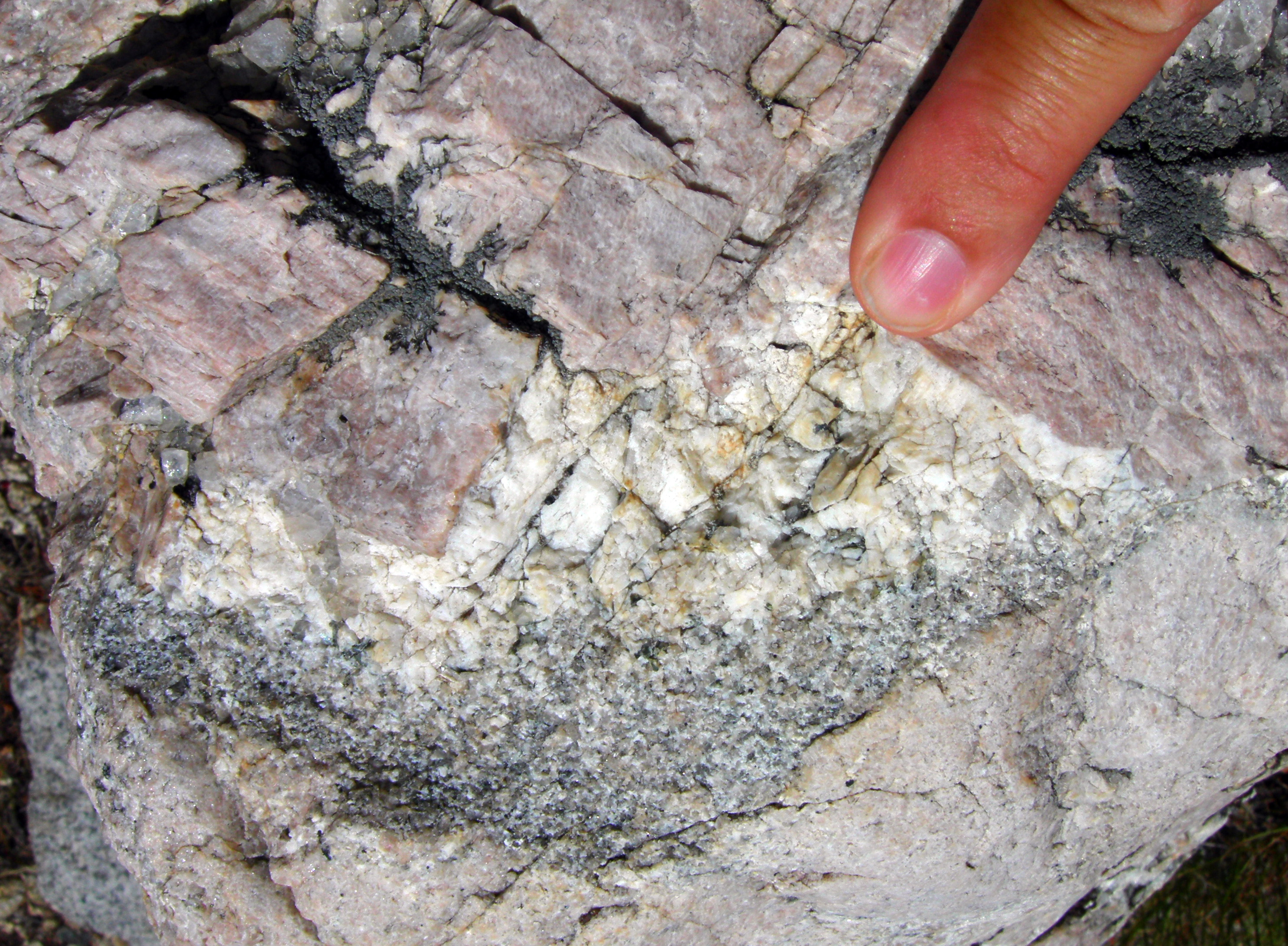
Gniazdo pegmatytu granitowego. Rock Creek Canyon, Wschodnia Sierra Nevada, Kalifornia

Pegmatyty – rodzaj skał magmowych charakteryzujących się szczególną mega- lub gigantokrystaliczną teksturą, wzbogaconych w pierwiastki niekompatybilne oraz minerały zawierające składniki lotne jak fluor, bor, fosfor i inne. Najczęstszym typem są pegmatyty granitoidowe, ale występują również pegmatyty gabrowe, sjenitowe, skał wysoko alkalicznych (pegmatyty agpaitowe i miaskitowe). Nazwa pochodzi od gr. pegma – silne łącze, stwardniałość, dla odwzorowania zwięzłości granitu pismowego. Skałę tę wyróżnił i opisał po raz pierwszy René-Just Haüy w 1813 roku.

## Charakterystyka petrograficzna pegmatytów

### Struktura i tekstura
Pegmatyty mają zazwyczaj masywne i zbite struktury oraz bezładne tekstury. Są skałami jawnokrystalicznymi o bardzo dużych kryształach (od kilku centymetrów do kilkunastu metrów). Zdarzają się pegmatyty miarolityczne z gniazdami wypełnionymi szczotkami krystalicznymi najlepiej wykształconych minerałów. Podstawową strukturą pegmatytową są przerosty pismowe, zwane także granitem pismowym (przypominające pismo hebrajskie). Strefy pismowe występują zazwyczaj przy kontakcie ze skałami osłony obok strefy aplitowej.
Odznaczają się białą barwą, ale także zieloną, żółtawą, różową, czerwoną, czarną. Występują w formach żyłowych, soczewach i gniazdach.

### Skład mineralny
- Kwaśne pegmatyty – kwarc, skalenie (głównie ortoklaz, mikroklin, albit, oligoklaz), miki – muskowit, biotyt, cynwaldyt, lepidolit, flogopit, turmaliny, beryle (szmaragd, heliodor, beryl), chryzoberyl, korund, spodumen, topaz, apatyt, kordieryt, andaluzyt, kasyteryt, wolframit, szelit, molibdenit, magnetyt, spinel, gahnit, ilmenit, kalcyt, fluoryt, granaty – andradyt, spessartyn i inne, monacyt, cyrkon.
- Zasadowe i alkaliczne – tytanit, eudialit, mikroklin, plagioklazy, skaleniowce, cyrkon i wiele innych w zależności od składu skał otoczenia.
- Minerały rzadkie – w pegmatytach oznaczono ponad 300 różnych minerałów, do rzadkich należą: holtyt, sarkopsyd, niobit, tantalit, thorianit, uraninit, bawenit, todorokit, stibarsen, paradokrazyt, eschynit i wiele wiele innych.

Główne minerały pegmatytów, szczególnie granitoidowych i gabrowych, są takie same jak skał otoczenia, odróżnia je tylko rozmiar. Przykłady największych kryształów opisanych z pegmatytów to:
- spodumen z Black Hills (12 metrów długości)[2],
- muskowit z Indii (kopalnia Inikurti w Nelluru (ponad 5 metrów średnicy i waga 85 ton)[3],
- beryl z Madagaskaru (18 metrów długości)[4],
- kwarc dymny z Kazachstanu – długość 7,5 metra, szerokość 1,6 metra i waga 70 ton[3].

Największe okazy znalezione w Polsce to:
- kwarc dymny (morion) ze Strzegomia (ok 60 cm długości),
- kwarc dymny z Jawora – 64 cm długości,
- kwarc dymny z okolic Jeleniej Góry – 1 metr.

## Strefowość pegmatytów
Strefowość skał żyłowych pochodzenia magmowego lub metamorficznego jest rezultatem interakcji minerałów krystalizujących ze skałami osłony. Wymienione niżej strefy pegmatytów powstałych z kwaśnych magm opisane są w kolejności od stref kontaktowych (zewnętrznych) do jądra pegmatytu. Pegmatyty skał zasadowych i alkalicznych nie wykazują strefowości, a jedynie gigantokrystaliczną strukturę.
Dla granitoidowych
- strefa aplitowa,
- strefa przerostów pismowych,
- strefa skalenia blokowego,
- jądro kwarcowe,
  - ostatni etap mineralizacji hydrotermalnej (kalcyt, epidot, zeolity).

Dla hybrydalnych
- niezmieniony serpentynit,
- strefa talkowa,
- strefa wermikulitowo-chlorytowa,
- strefa flogopitowa,
- strefa oligoklazytowa.

## Rodzaje pegmatytów

### Granitoidowe
Występują bezpośrednio w skałach granitoidowych (granitowe, granodiorytowe, pegmatyty kwaśne). Zwykle ich główny skład mineralny jest taki jak skał otoczenia. Różnią się natomiast składem ilościowym pierwiastków, co zostało przedstawione w poniższej tabel:
| Składnik | Granit   | Pegmatyt  |
| Składnik | [%] wag. | [%] wag.  |
| -------- | -------- | --------- |
| SiO2     | 71,3     | 69,7–75,2 |
| Al2O3    | 14,3     | 14–17     |
| CaO      | 2        | 0,2–0,9   |
| Na2O     | 3,7      | 2,7–4,2   |
| K2O      | 4,1      | 2,7–4,4   |
| P2O5     | 0,1      | 0,1–1,2   |
|          | [ppm]    |           |
| Li       | 24       | > 10 tys. |
| Be       | 2–4      | max. 605  |
| Cs       | 2–8      | 27 tys.   |
| Sn       | 1–9      | 12–3200   |

### Agpaitowe
Pegmatyty agpaitowe stowarzyszone są ze nefelinowymi sjenitami – peralkalicznymi skałami agpaitowymi, tj. charakteryzującymi się m.in. występowaniem złożonych krzemianów Ti, Zr i REE (np. eudialit, cyrkonolit) zamiast typowych minerałów Ti-Zr jak tytanit, cyrkon czy ilmenit. Charakteryzuje je stosunek K2O + Na2O / Al2O3 > 1. Są szczególnie wzbogacone w cyrkon i tytan. Ich skład mineralny przedstawia się następująco: nefelin, mikroklin, eudialit, egiryn, ramzait, lamprofylit, sodalit, elpidyt, katapleit, ilmenit i inne. Ich powstawanie i historię opisuje się w trzech etapach:
- wzrost zasadowości
- maksimum zasadowości
- spadek zasadowości

Występują na Półwyspie Kola, na Grenlandii (kompleks alkaliczny Ilímaussaq), a także w Polsce w intruzji Ełku.

### Miaskitowe
Jest to rodzaj pegmatytów skał wysoko-alkalicznych typu sjenitów nefelinowych. Charakteryzuje ten rodzaj stosunek K2O + Na2O / Al2O3 < 1. Nazwa pochodzi od miejscowości Miass na Uralu. Zawierają minerały bogate w niob, tantal i ziemie rzadkie. Ich charakterystyczny skład mineralny to: nefelin, mikroklin, albit, biotyt, egiryn, tytanit, cyrkon, pirochlor, apatyt, monacyt, bastnazyt, cyrkonalit i fluoryt.

### Hybrydowe (desilifikowane)
Powstają w wyniku intruzji skały kwaśnej w masyw ultrazasadowy (np. serpentynitowy). Charakteryzują się zawartością pierwiastków typowych dla skał ultramaficznych, które nie są powiązane genetycznie ze skałami kwaśnymi – np. Cr. W tego typu pegmatytach występują między innymi szmaragdy lub apatyt manganowy. W Polsce występują np. w kopalni rud niklu „Marta” w Szklarach lub w Wirach.

### Anatektyczne
Powstają na bardzo dużych głębokościach i są powiązane ze skałami wysokiego stopnia metamorfizmu jak granulity i migmatyty. Powstają w wyniku krystalizacji z wtórnej magmy anatektycznej. Przykładem są pegmatyty Gór Sowich na Dolnym Śląsku.

## Modele genetyczne pegmatytów

### Model genetyczny Fersmana
Opublikowany w 1940 roku przedstawia etapy powstawania poszczególnych rodzajów pegmatytów granitowych:
| etap                     | magmowy          | pomagmowy        | pomagmowy     | pneumatolityczny          | pneumatolityczny          | hydrotermalny          | hipergeniczny     |
| ------------------------ | ---------------- | ---------------- | ------------- | ------------------------- | ------------------------- | ---------------------- | ----------------- |
| geofaza                  | magmowa A        | pomagmowa B      | pegmatytowa C | pegmatoidowe D-E          | nadkrytyczne F-G          | hydrotermalne H-I-K    | hipergenetyczna L |
| temperatura °C           | 900              | 800              | 700           | 600                       | 500                       | 400                    | 50                |
| proces                   | przedpegmatytowy | przedpegmatytowy | pegmatytowy   | pegmatytowy               | pegmatytowy               | popegmatytowy          |                   |
| środowisko krystalizacji | stop (3 fazy)    | stop (3 fazy)    | stop (3 fazy) | roztwór fluidowy (2 fazy) | roztwór fluidowy (2 fazy) | hydrotermalny (3 fazy) |                   |

- Etap magmowy – geofaza A, magmowa, krystalizacja granitu ze słońcami turmalinowymi.
- Etap pomagmowy – etap krystalizacji ze stopu resztkowego (3 fazy – stała, ciekła i gazowa)
  - geofaza B – skała aplitowa z ziarnami almandynu i magnetytu
  - geofaza C – pegmatyt z przerostami pismowymi.
- Etap pneumatolityczny – krystalizacja z roztworu gazowo-ciekłego (2 fazy – ciekła i gazowa)
  - geofazy D i E – pegmatyt kwarcowo-skaleniowy i strukturze blokowej z występującymi w nim miarolami. Występują szerlit, topaz, muskowit i beryl.
- Etap hydrotermalny – krystalizacja z roztworu hydrotermalnego (3 fazy – stała, ciekła i gazowa)
  - geofazy H, I i K – powstaje serycyt, fluoryt, węglany i siarczki oraz zeolity.
- Etap hipergeniczny – powstaje kaolinit, kalcyt, chalcedon oraz inne minerały hipergeniczne (minerały wtórne).

| etap tworzenia się pegmatytów  | typ pegmatytów (według głębokości)      | typ pegmatytów (według głębokości)      | typ pegmatytów (według głębokości)                                                                | typ pegmatytów (według głębokości)                   |
| ------------------------------ | --------------------------------------- | --------------------------------------- | ------------------------------------------------------------------------------------------------- | ---------------------------------------------------- |
| etap tworzenia się pegmatytów  | bardzo dużych głębokości (>10 km) REE   | dużych głębokości (7–10 km) (mikonośne) | średnich głębokości (3,5–7 km) (metali rzadkich)                                                  | małych głębokości (1,5–3,5 km) (kryształów górskich) |
| Ca – Na                        | biotyt, plagioklaz, kwarc               | biotyt, plagioklaz, kwarc               | biotyt, plagioklaz, kwarc                                                                         | biotyt, plagioklaz, kwarc                            |
| I. K                           | mikroklin, kwarc                        | mikroklin, kwarc                        | mikroklin, kwarc                                                                                  | mikroklin, kwarc                                     |
| II. K                          | mikroklin                               | mikroklin                               | mikroklin                                                                                         | mikroklin                                            |
| I etap hydrolizy               | allanit, samarskit, fergusonit, monacyt | muskowit, turmaliny, apatyt             | spodumen, beryl, trfyfyllit, Ta-Nb muskowit                                                       | beryl, muskowit                                      |
| I. Si                          | kwarc, albit                            | kwarc, albit                            | kwarc, albit                                                                                      | kwarc, albit                                         |
| Na                             | beryl, albit, tantalit                  | beryl, albit, tantalit                  | beryl, albit, tantalit                                                                            | beryl, albit, tantalit                               |
| II etap hydrolizy (grejzenowy) |                                         | kwarc, muskowit                         | kasyteryt, kwarc, lepidolit, polucyt, amblygonit, pirochlor, turmaliny polichromatyczne, muskowit |                                                      |
| II. Si                         |                                         | kwarc                                   |                                                                                                   | kryształ górski                                      |

### Aktualne hipotezy
- Z magmy resztkowej bogatej w składniki lotne i wodę[10] – krystalizacja minerałów ze stopu bogatego w składniki lotne i wodę. Powstają struktury pismowe, które odzwierciedlają oddzielenie się ze stopu wodnego fluidu. Fluid powoduje separację sodu od potasu, a przy obecności Cl krystalizuje jądro pegmatytu.
- Ogólnie przyjęty model genetyczny pegmatytów – był on aktualny do czasu przeprowadzenia prac eksperymentalnych amerykańskiego profesora Davida Londona. Zakładał on dwuetapowość jego powstawania. Proces zaczyna się jak magmowy zaś kończy jako hydrotermalny.Zależnie od zmieniających się parametrów P-T oraz stężenia składników. Określone asocjacje mineralne powstają najpierw drogą krystalizacji z magmy resztkowej zaś na końcu drogą rekrystalizacji/zastępowania lub krystalizacji z roztworów hydrotermalnych[11].
- Ze stopu magmowego[12] – jako pierwsze krystalizują składniki bezwodne (kwarc, skalenie). Woda natomiast jest dalej rozpuszczana, a jej zawartość dochodzi nawet do 20% w stopie magmowym. Rozpuszczalność H2O rośnie poprzez działanie modyfikatorów jakimi są składniki lotne – F i B.

### Podział genetyczny pegmatytów kwaśnych ze względu na głębokość powstawania
Podział ten obejmuje pegmatyty intragranitowe (wewnątrz intruzji) lub bez przestrzennego związku z granitami w skałach metamorficznych.
- Pegmatyty abisalne – powstają na głębokości około 11 km przy ciśnieniach 5–6 kbar i temperaturze 700–800 °C. Są to głównie pegmatyty anatektyczne powstałe w warunkach facji amfibolitowej do granulitowej. Powstają przy częściowym topnieniu skał osłony. Zawierają minerały REE, Zr, Ti oraz Nb.
- Pegmatyty muskowitowe – powstają na głębokości około 7–11 km przy ciśnieniach 4–6 kbar i temperaturze 600–700 °C. Powstają w wyniku anateksis lub frakcjonacji magmy granitowej. Są zbudowane głównie ze skaleni i muskowitu. Zawierają minerały użyteczne z Be, Nb, U, Th oraz REE.
- Pegmatyty pierwiastków rzadkich – powstają na głębokości około 3,5–7 km przy ciśnieniach 2–4 kbar i temperaturze 500–700 °C. Występują w skałach zmetamorfizowanych w warunkach facji typu Abukuma, w subfacji andaluzytowo-kordierytowo-muskowitowej. Są efektem frakcjonowania silnie zdyferencjowanej magmy granitowej. Zawierają minerały z pierwiastkami takimi jak Li, Be, Cs, Y, REE, Nb, Ta, Sn, F, B, P, Ti, U i Th.
- Pegmatyty miarolityczne – powstają na głębokości około < 3,5 km przy ciśnieniach 1–2 kbar i temperaturze 400–700 °C. Występują w nich miarole wypełnione szczotkami krystalicznymi co odzwierciedla relatywnie niskie ciśnienia. Skład pierwiastków rzadkich taki sam jak w pegmatytach pierwiastków rzadkich.

## Złoża pegmatytowe
W geologii złóż pegmatyty dzieli się na dwie kategorie: pegmatyty proste (kwarc, ortoklaz, mika) i złożone (kwarc, miki litowe, kasyteryt, beryle, turmaliny, topaz, fluoryt, apatyt). Rozmiary ciał pegmatytowych są zróżnicowane, do kilku km. Pegmatyty zalegające na średnich głębokościach są źródłem niobu, tantalu, toru, berylu, cyny i litu. Pegmatyty powstałe stosunkowo płytko są źródłem drogich kamieni, fluorytu w asocjacji z kwarcem. Istnieje wyraźny związek stref pegmatytowych ze skrajnie kwaśnymi intruzjami granitowymi środkowego stadium geosynklinalnego. Ponieważ pasy geosynklinalne i towarzyszące im intruzje posiadają liniowy przebieg, to strefy pegmatytowe również posiadają pasmowe rozprzestrzenienie. Długości pasm są znaczne np. północnoamerykańskie 4000 km, brzeżne syberyjskie 4500 km. Starsze pasma (przedpaleozoiczne) odznaczają się występowaniem pegmatytów muskowitowych. Pegmatyty młodsze zawierają częściej metale rzadkie. Występują w nich grejzeny, kwarcowoskaleniowe, kwarcowo-turmalinowe i kwarcowe rudy cynku, wolframu (pasmo malajskie, brazylijskie, południowoafrykańskie). Pegmatyty przekrystalizowane i strefowe są jedynym źródłem muskowitu i ważnym źródłem skaleni, kwarcu, kamieni szlachetnych (beryl-akwamaryn, turmalin, granat, ametyst, topaz). Są praktycznie jedynym źródłem litu (lepidolit, spodumen, cynwaldyt), berylu, cezu, (polucyt), rubidu (domieszki w lepidolicie i polucycie), niobu, tantalu, cyny (kasyteryt), wolframu (wolframit), rzadziej uranu (uraninit, thorianit).

## Występowanie
W obrębie masywów granitoidowych, gabrowych, sjenitowych, fojaitowych, a także w skałach metamorfizmu wysokiego stopnia (granulity, migmatyt) – tzw. pegmatyty anatektyczne.
- W Polsce – Skalna Brama, Szklarska Poręba, Michałowice, Jelenia Góra, Łomnica, Mysłakowice, Czarne, Maciejowa, Trzcińsko, Karpacz (granitoidowy masyw Karkonoszy); Strzegom, Grabina, Żółkiewka, Zimnik, Kostrza, Borów, Czernica, Paszowice, Siedlimowice, Gola Świdnicka, Gołaszyce (granitoidowy masyw Strzegom-Sobótka); Zagórze Śląskie, Walim, Michałkowa, Lutomia, Bielawa, Owiesno, Piława, Różana, Myśliszów, Gilów (pegmatyt Gór Sowich); Wiry, Szklary (dolnośląskie masywy serpentynitowe); Kamienna Góra, Sławniowice (masyw granitoidowy Žulowej w okolicah Głuchołaz); Tatry[1].
- Na świecie – do najbardziej znanych należą te z Minas Gerais w Brazylii, USA (Kolorado, Dakota Południowa), Rosja (Półwysep Kolski, Ural), Madagaskar[3].

## Zastosowanie
- Jako źródło pozyskiwania pierwiastków rzadkich (REE, Li, Sn, U, Th, Be, B, Nb, Ta...) do celów technicznych (np. pegmatyty są jedynym źródłem berylu – metalu wykorzystywanego w przemyśle lotniczym).
- Źródło pozyskiwania pierwiastków do celów elektrotechnicznych (Li, Rb, Cs, Ga).
- Pierwotnie (XIX, początek XX wieku) służyły jako kopaliny do pozyskiwania czystych skaleni dla celów ceramicznych, dziś ich znaczenie w tym celu znacznie spadło.
- Do celów naukowych – źródło wielu nowych minerałów, źródło pozyskiwania informacji o rozwoju procesów magmowych.
- Źródło kamieni szlachetnych (rubin, szafir, szmaragd, turmaliny, spodumen i inne).
- Źródło minerałów przemysłowych, takich jak kwarc, skalenie, miki, kaolin, spodumen dla przemysłu ceramicznego, szklarskiego, elektronicznego, kosmetycznego (np. kosmetyki kolorowe) i farmaceutycznego (leki przeciwpsychotyczne na bazie Li) i in.[17]